# Licínio Azevedo
Pour les articles homonymes, voir Azevedo.
Licínio Azevedo, : né à Porto Alegre en 1951, est un cinéaste et un écrivain brésilien installé au Mozambique. Il participe aux expériences de formation en cinéma organisées par Ruy Guerra et Jean-Luc Godard à l'Institut national de cinéma du Mozambique. Il travaille au sein de la société de production Ebano Multimedia dont il est un des cofondateurs. Plusieurs de ses nombreuses productions ont été récompensées par des prix dans plusieurs festivals de par le monde.

## Filmographie
- 1988 : A Colheita Do Diabo
- 1990 : Marracuene
- 1992 : Adeus RDA
- 1994 : A Árvore dos Antepassados
- 1996 : A Guerra da Água
- 1997 : Tchuma tchato
- 1998 : Massassane
- 1999 : A Última Prostituta
- 2000 : Histórias Comunitárias
- 2001 : A Ponte
- 2002 :
  - Eclipse
  - Désobéissance
- 2003 : Mãos de Barro
- 2005 : Acampamento de Desminagem
- 2006 : O Grande Bazar
- 2007 : Hóspedes da Noite (documentaire)
- 2010 : A Ilha dos Espíritos (documentaire)
- 2012 : A virgem Margarida
- 2016 : Le Train de sel et de sucre (Comboio de Sal e Açucar)